# Франи (Вајоминг)
Франи (енгл. Frannie) град је у америчкој савезној држави Вајоминг.

## Демографија
По попису из 2010. године број становника је 157, што је 52 (-24,9%) становника мање него 2000. године.
| Група             | 2000.       | 2010.       |
| Белци             | 192 (91,9%) | 138 (87,9%) |
| Афроамериканци    | 0 (0,0%)    | 3 (1,9%)    |
| Азијати           | 1 (0,5%)    | 0 (0,0%)    |
| Хиспаноамериканци | 9 (4,3%)    | 12 (7,6%)   |
| Укупно            | 209         | 157         |